# Astro de Minas
O Astro de Minas foi um periódico mineiro surgido em São João del-Rei. Surgido em 20 de novembro de 1827, o Astro de Minas foi considerado “brilhante”, pelo jornalista e historiador Xavier da Veiga (1898). Foi a primeira publicação criada fora de Ouro Preto. O periódico era impresso em uma oficina própria e tinha formato e diagramação semelhantes aos seus antecessores mineiros. Quando surgiu o Astro, circulava apenas um jornal nas Minas, o O Universal.
No período de 1830 a 1831, Antônio Joaquim Pereira de Magalhães atuou no Astro de Minas e no Universal, capitaneando o setor de assinaturas dos dois veículos . O Astro de Minas seguia a mesma linha do Universal, ou seja, era liberal moderado. Referia-se a Bernardo Pereira de Vasconcelos, o principal redator do Universal, como "o ídolo dos mineiros", forma usada por seus partidários para se referir a esse líder político. Apesar de liberal, o Astro era defensor da escravidão. Por isso, fez fortes críticas a Gazeta do Brasil, que era abolicionista.